# Voulgézac
Voulgézac település Franciaországban, Charente megyében. Lakosainak száma 242 fő (2022. január 1.). Voulgézac Bécheresse, Chadurie, Fouquebrune, Mouthiers-sur-Boëme, Pérignac és Plassac-Rouffiac községekkel határos.

## Népesség
A település népessége az elmúlt években az alábbi módon változott:
| Lakosok száma | 265  | 231  | 289  | 278  | 262  | 255  | 248  | 242  | 238  | 242  |
|               | 1968 | 1982 | 1990 | 2006 | 2013 | 2015 | 2017 | 2019 | 2020 | 2022 |